# Елховка (Татарстан)
Елховка — деревня в Бугульминском районе Татарстана. Входит в состав Большефедоровского сельского поселения.

## География
Находится в юго-восточной части Татарстана на расстоянии приблизительно 14 км на северо-запад по прямой от районного центра города Бугульма.

## История
Основана в начале XX века.

## Население
Постоянных жителей было: в 1920 году — 76, в 1926—118, в 1938—135, в 1949 — 76, в 1958—176, в 1970—199, в 1979—125, в 1989 — 39, в 2002 году 29 (чуваши 79%), в 2010 году 53.